# ترمینال اتوبوس ایستگاه یونیون
ترمینال اتوبوس ایستگاه یونیون (انگلیسی: Union Station Bus Terminal) ترمینال مرکزی اتوبوس بین شهری در تورنتو انتاریو، کانادا است. در مرکز شهر تورنتو در طبقه دوم برج جنوبی میدان سی‌ای‌بی‌سی، در گوشه شمال شرقی خیابان بی و بلوار لیک شور واقع شده‌است.